# 파라다이스 플리트 RPG
파라다이스 플리트 RPG는、토키타 유우스케(朱鷺田祐介)가 디자인한 테이블톱 롤플레잉 게임의 규칙 시스템이다. 파라플리라고 줄여 부르기도 한다。1994년에 후지미 드래곤북에서 기본 규칙서가 발매되었지만 현재는 절판되었다. 1996년에는 스자크 게임즈スザク・ゲームズ)에서 독립형 증보판(확장팩) 《극락 함대 역습편(極楽艦隊・逆襲篇)》이 발매되었다.

## 개요
드래곤 매거진에 연재되던, 우주 전쟁을 다룬 같은 이름의 독자 참여 게임과 배경 세계를 공유하는 코믹한 SF RPG다. 이 시스템에서는 주먹질부터 흥정, 행성 규모의 강매, 그리고 우주 함대전까지 재현되어 있어서, SF 게임으로서 시나리오의 폭이 매우 넓다.
코미컬하다는 평이고 실제로도 그렇지만, 무기나 사이버웨어는 치명적이어서 딱딱한 군사 음모 시나리오도 플레이할 수 있다. 또한 세계관 설정이 유연하기 때문에 게임마스터(GM)의 역량에 따라 하드 SF 대장정(campaign) 시나리오도 전개할 수 있는 등 아주 허용 범위가 넓다.

## 시스템

### 캐릭터 작성
이 시스템의 캐릭터는 스킬제로 표현된다. 캐릭터에게는 근력(STR), 민첩(DEX, 지능(INT), 사교(SOC)라는 4개의 능력치와 이 능력치에 부수되는 다양한 스킬이 있다.  또한 엄밀히 말하면 능력치는 아니지만 이와 동등한 위상으로 '기타(ETC)'라는 수치가 있다. 이 값은 캐릭터 작성 시 획득하는 초기 특전의 수를 나타내는 것으로, 능력치와 함께 할당한다('기타'에 많은 점수를 할당하면 그만큼 능력치에 넣을 점수가 줄어든다). '기타'로 얻는 특전은 출신 국가마다 다르다(자세한 내용은 배경 세계 참조).
'기타'에 독창적인 특전을 설정함으로써 이 시스템을 독창적인 배경 세계에 맞추는 범용 시스템처럼 사용할 수도 있다. 그 좋은 예로, 이 시스템을 차용해 기동전사 건담의 세계나 스타워즈의 세계를 플레이하는 팀도 있다.

### 행동 판정
행동 판정에는 주사위가 아닌 플레잉 카드(트럼프 카드)를 사용한다. 대부호를 응용한 간단한 규칙이다. 행동하는 캐릭터의 능력치와 관련 스킬 랭크를 더한 '판정치'와 같거나 적은 장 수만큼 카드를 손패에서 내서, GM이 산패에서 젖힌 카드와 비교한다 (이때 GM이 젖히는 카드의 장 수가 '난이도'이며, 판정하기 전에 미리 제시된다). 숫자가 강한 카드가 이기지만, 같은 숫자가 여러장이거나 연속된 숫자가 여러 장인 카드는 '역'이라고 해서 더 강한 것으로 본다.  또한 판정치가 일정 수준 이상이면 스페이드 카드를 '으뜸패'로 사용할 수 있는데, '으뜸패'는 카드 한 장이지만 여러 장 짜리 역인 것으로 취급한다.
손패는 각 플레이어가 따로 손에 쥐고 있지만, 게임 안에서 서로 이야기 나눌 시간이 충분하면 '상담'이라는 행위를 할 수 있다. 이 때는 손패를 펼쳐서 자유롭게 카드를 교환하며 나중에 할 판정에 대비할 수 있다. 또한 상담할 정도의 시간이 없는 경우에도 '응원'이라고 해서, 특정 플레이어에게 카드를 한 장 넘겨주는 도움을 줄 수 있다.
판정의 성격상 버린패는 자연스럽게 숫자가 정렬된다. 산패를 다 써버리면 버린패를 다시 섞어서 쓰는데, 방금 말한 이유로 산패가 편향되어 세션 후반부로 갈수록 큰 역이 자주 나온다. 이 게임의 디자이너는 이를 긍정적으로 받아들이며 '엔트로피 이론을 가미한 참신한 시스템'이라고 해설한다.

## 배경 세계
지구마저 잊혀 버린, 아득한 5,600여 년 뒤의 미래 우주. 인류는 끈질기게 은하 규모로 번창해 갔다. 플레이어는 유전자 조작으로 태어난 수인들의 나라 '금화 제국', 전통적인 서양풍 봉건 국가 '베스틴슈타인 공국', 사이보그 비즈니스퍼슨의 기업 국가 '시키가미 오에도'라는 삼국 중 어딘가에 소속된 캐릭터가 되어 대 우주에서의 모험을 즐긴다.

### 주요 국가
금화 제국
가혹하고 다양한 행성 환경에 적응하기 위해 동물의 모습과 특성을 유전자 레벨로 이식한 인류의 후손인 '비스트 하프'들의 나라. 고대 중국풍의 제정 국가다. '은하 전국 군웅담 라이'의 오마주.
이 나라 출신인 캐릭터는 '기타' 특전으로 친척 간에 주고받는 '선물'을 얻을 수 있다. 선물의 종류는 모험에 도움이 되는 아이템부터 저택이나 약혼자 같은 자산, 황위 계승권까지 다양하다.
베스틴슈타인 공국
근세 유럽풍의 전통과 자긍심을 중시하는 귀족제 국가. 화려한 궁정 문화가 꽃핀 한편으로 우주 해적이 큰 세력으로 떠오르기도 했다. '은하영웅전설'을 오마주.
이 나라 출신인 캐릭터는 '기타' 특전으로 출신 계급을 얻는다. 최저 등급인 '하급 귀족 (신분상 실리가 없어서, 시스템 면에서는 '시민'이나 '해적'보다 못하다)에서부터 가장 높은 등급인 '초절미형'(아름답다는 이유만으로 터무니없이 운이 좋은 영웅)까지 다섯 계급이 있다.
시키가미 오에도
일본의 거품 경제 시기에 사이버펑크를 가미한 듯한 기업 국가. 국민은 전부 기업의 사원이고, 의무화된 사이보그 수술을 받아 비즈니스에 특화된 육체를 가진다. '기업 전사 야마자키'를 오마주.
이 나라 출신인 캐릭터는 '기타' 특전으로 원래는 유료인 사이버웨어를 받는다. 또한 사이버웨어 대신 각국의 유력자나 연예인로부터 단 한 번 도움을 받을 수 있는 '연줄'을 얻을 수도 있다.
가메리안 연방
플레이어 캐릭터의 출신지로 고를 수는 없는 특수 영역. 삼국의 공통 화폐인 '가메르'를 발행하는 성간 은행이고, 비무장 중립 지대(DMZ)로 지정되어 있다. 언론 등 중립성을 중시하는 단체는 이 영역에 거점을 두는 경우도 많다.

### 전문 용어
마나 필드
파라다이스 플리트의 세계에서 우주전의 핵심이 되는 기술. 함대를 중심으로 지름 10억 킬로미터의 힘 마당을 발생시켜 공기 속과 같은 양력을 발생시키는 동시에 레이저 병기나 전자 장치를 방해한다. 이에 의해 대형함에 의한 원거리 사격전이 곤란해지고 전투기에 의한 도그파이트가 함대전의 중심이 되었다.
또한 필드가 진동하기 때문에 진공임에도 소리가 전달된다. 이때문에 우주전이면서 전투기가 나는 소리와 격침된 함선의 폭발음이 싸움터에 울리게 된다. 게다가 확인되지는 않았지만 레이저가 발사되는 소리가 들린다는 보고가 있고, 인간의 신경 활동이 가속되어 이론상 있을 수 없는 초 반사 신경이 가능하다는 주장도 있다.
강습 판매
시키가미 오에도의 영업 형태 중 하나. 전용 함대가 목표 성계에 접근해서 전파 재밍에 의해 통신 판매 프로그램을 강제 방송하고, 입국 관제를 해킹해 강제로 착륙해서 성계의 주민에게 상품을 억지로 팔아치운다. 실질적으로 '침략'이지만, 형식상으로는 어디까지나 소매업의 형태를 띠는 것이 특징이다. 팔아치우는 상품 중에는 '재생 가능한 높은 가지가 딸린 높은 가지치기 가위' 따위 본말 전도된 상품도 있다.
버서커
고대 은하제국에서 반란 진압용으로 만들어진 자동 병기. 이 병기의 폭주가 은하제국 붕괴의 원인이라고 하며, 제국의 생존자들이 버서커의 공격을 피해 은하 각 영역으로 흩어진 결과 현재의 다양한 국가군이 성립되었다고 여겨진다.
지금도 활동 중인 버서커가 존재하고, 국가의 이익을 뛰어넘는 공통 적으로서 게임 속에서 등장한다.

## 작품 목록
- 『파라다이스 플리트 기본 규칙서 RPG(パラダイス・フリートRPG　基本ルールブック)』(후지미 쇼보) ISBN 4829142812
- 『시나리오 모음 닥터 퍼내틱(シナリオ集　ドクター・ファナティック)』(후지미 쇼보)ISBN 482914288X

이 두 권은 후지미 드래곤 북에서 출간되었다.
- 『극락 함대 역습편(極楽艦隊・逆襲篇)』(스자크 게임즈(スザク・ゲームズ)) ISBN 4915125858

증보판이지만, 기본 규칙의 요약판이 게재되어 있기 때문에 이것만으로도 게임을 할 수 있다. 다만 '탈것 전투'와 '함대전' 규칙은 빠져 있다. 또한 드래곤 매거진지에서 전개된 독자 참가 게임 (TRPG 판에서 2년 뒤에 일어나는 전쟁)의 이야기에 대한 정보, 사이버웨어에 의한 해킹이나 전자전 규칙 등이 수록되어 있다.